# BK Kiew
Der BK Kiew (u. a. Баскетбольний клуб Київ, in engl. Transkription Basketbolny klub Kiev) ist ein professioneller Basketballverein aus der ukrainischen Hauptstadt Kiew.
Die erste Herrenmannschaft spielt in der nationalen Superliga. Im Pokal der Ukraine 2006 war man BK Asowmasch Mariupol unterlegen.

## Erfolge
- Ukrainischer Meister 2000, 2005
- FIBA EuroCup – Finalist 2005, Teilnehmer 2006, 2007
- FIBA EuroCup Challenge – Teilnehmer

## Bedeutende ehemalige Spieler
- Dušan Kecman
- Rimas Kurtinaitis
- Krešimir Lončar
- Marcelo Nicola
- Goran Nikolić
- Jovo Stanojević
- Oleksandr Wolkow

## Bedeutende ehemalige Trainer
- Saša Obradović